# گسک محمدآباد
گسک محمدآباد، روستایی در دهستان زیربانداد بخش مرکزی شهرستان لاشار در استان سیستان و بلوچستان ایران است.
دهیار این روستا، آقای عبدالطیف سهویی و شورای آن آقای حاجی علی محمد سهویی و بزرگ طایفه آن حاج محمدرحیم سهویی می باشد.
محصول صادراتی این روستا، خرما مضافتی می باشد.

## جمعیت
بر پایه سرشماری عمومی نفوس و مسکن در سال ۱۳۹۵، جمعیت این روستا برابر با ۴۹۰ نفر (۱۱۳ خانوار) بوده‌است.